# James Hume
Pour les articles homonymes, voir James Hume (rugby à XV) et Hume.
James Hume de Godscroft  est un mathématicien français du XVIIe siècle, Écossais de naissance, auteur d'un Traité d'algèbre (Paris, 1635) et de L'algèbre de Viète (Paris, 1636).

## Éléments biographiques

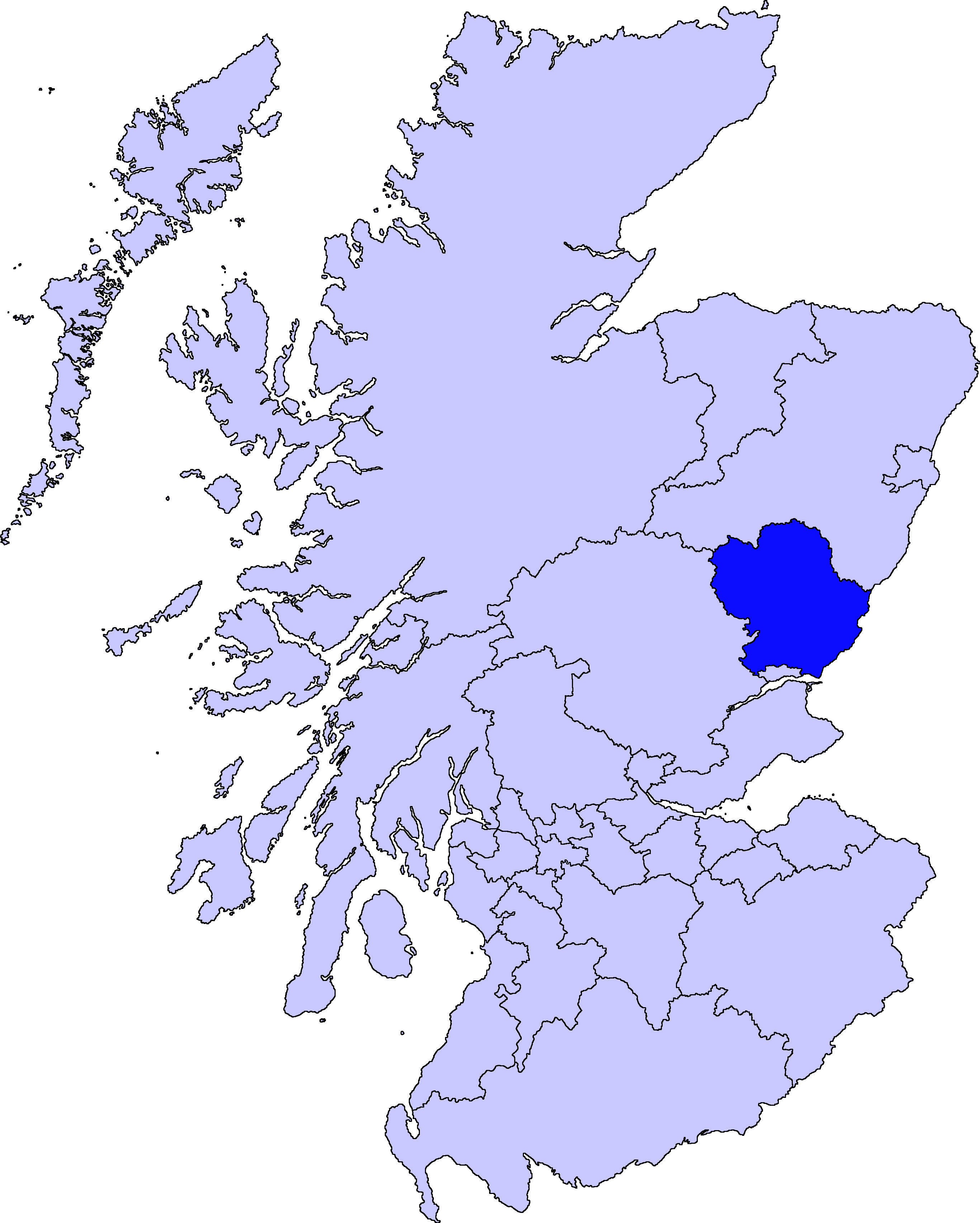
Le comté d'Angus

Son père, David Hume de Godscroft (1558–1630 ?), né à Bathans, fut l'un des familiers du comte Douglas d'Angus, dont il rédigea l'histoire, et un des amis d'André Melville
 ; c'était un des leaders du mouvement intellectuel (pro-Stuart) écossais, le successeur de George Buchanan. Il est un des premiers à avoir étudié Le prince, de Nicolas Machiavel.
Sa mère est Barbara Johnstone (fille de James Johnstone d'Elphinstone et de Margaret Ruthven) ; ses parents se sont mariés après 1591. C'est un remariage pour sa mère, qui a déjà deux enfants de John Haldane, de Gleneagles, Lilias Haldane et Martha Haldane.
Sa sœur, Anna Hume, amie de Drummond of Hawthomden, était poète. Elle traduisit, en 1644, Il Trionfo d'Amore, de Pétrarque. Elle essaya également de faire publier les œuvres de son père, mais rencontra une ferme opposition de la part des comtes d'Angus.
On ne sait à quelle date James Hume vint en France et ce qu'on connaît de lui se résume à ses œuvres. On sait qu'il connaissait le latin, le grec et l'hébreu ; il a édité à Hambourg une grammaire hébraïque en 1624.
Ses publications mathématiques débutent par une œuvre d'arithmétique, éditée en 1625 : Arithmetique nouvelle contenant une briève methode pour toutes operations tant astronomiques, & géometriques, que supputations des marchands, sans fractions vulgaires. Avec un petit traité pour construire les tables de sinus, le rayon étant posé. 
Jacques Hume se dit alors « escossois » et professeur « és mathematiques ».
Ses publications littéraires se poursuivent en 1633 par une épître dédicatoire des œuvres paternelles : Praelium ad Lipsiam commisum sexto idus septembris anno 1631, et par une courte satire à caractère pornographique, inspirée du Satiricon et de l'Argenis de Jean Barclay, intitulée : latteria Vatidnia ; Satyra, ad nobilissimum virum Dominum Robertum Therum Ancramium, Equitem Anratum, Serenissinoque Magnae Britaniae Regi a Camera authore Jacobo Humio Theagrio, Scoto, Medicinae Doctore, et éditée en 1633 à Rouen (Rhotomagi).
L'année 1636, Hume publie deux traités :
- Un traité de la trigonometrie, pour résoudre tous les triangles rectilignes et sphériques. Avec les démonstrations des deux célèbres propositions du baron de Merchiston, non encores demonstrées. Il se nomme alors lui-même Jacobus Humius, Theagrus Scotus et publie chez Nicolas et Jean de La Coste.
- Son œuvre principale : Une algèbre de Viète, d'une methode nouvelle, claire, et facile. Par laquelle toute l'obscurité de l'inventeur est ôtée, & ses termes pour la plupart inutiles, changés és termes ordinaires des artistes. Dédié a monseigneur Claude Bouthillier.

Quelques preuves de théorèmes qu'il donna au sujet des écrits de John Neper furent scandaleusement plagiées, au vu de tous, par l'astronome Jean-Baptiste Morin.
James Hume publia en retour, en 1637, sa Théorie des planètes contenant l'usage et la construction de toutes sortes de tables astronomiques le tout démontré géométriquement avec la réponse aux premieres invectives du sieur Morin, le tout édité à Paris chez J. Dugast, in-8°.
Outre ses publications mathématiques, on doit également à James Hume une Méthode universelle et très facile pour faire, et d'écrire, toutes sortes de quadrans et d’horloges, imprimée à Paris chez Denis Moreau en 1639, et réimprimée l'année suivante. On lui doit aussi quelques éditions des œuvres de son père, dont De Unione insulae britannicae, tractatus I, per Davidem Humium, imprimé en 1639 chez F. Sevestre.

## Un pas important
Comme le note J.-P. Le Goff, l’Algèbre de Viète par James Hume de Godscroft apparaît comme un moment de transition entre l’algèbre « spécieuse » de Viète et la Nouvelle Analyse de Descartes
Parmi ses inventions, on retiendra ses notations algébriques ; il note :
{\displaystyle A^{iiii}} en place de {\displaystyle Aqq} chez Anderson et Harriot, et {\displaystyle Aquadquad} chez François Viète.
L'édition complète des œuvres de Viète ne sera réalisée qu'en 1646 par Schooten.

## Citation
Dans la préface de son algèbre selon François Viète, James Hume répond à Morin, qui l'a accusé de n'être qu'un pauvre gentilhomme. Il s'excuse de l'avoir en retour traité de fils de chartier :
« pour ce qui est, dit-il, que d'aucuns croient que je fais vanité de ma noblesse ; tout au contraire, j'en suis si éloigné que je souhaiterais avoir été le fils d'un paysan, qui m'eût laissé bien riche et que mon père au lieu de me faire étudier, m'eût fait la vacation la plus vile et la plus riche au monde... Pour être heureux dans le monde, je ne pense pas qu'il soit nécessaire d'être, ni gentilhomme, ni savant et ceux qui espèrent de ce côté-là une parfaite félicité,... je les compare à un homme qui prie son ami à dîner et..; ne lui baille que du dessert. Je ne me repais pas du vent, ni de la fumée, non plus que des espérances incertaines de la Cour, qui sont encore moins que tout cela. »
Dédiée au surintendant des finances Claude Bouthillier et signée Jacobus Humius Theagrius de Wedderburn, cette préface s'en prend également à Jean de Beaugrand.